# Cleptoria abbotti
Cleptoria abbotti är en mångfotingart som beskrevs av Hoffman 1967. Cleptoria abbotti ingår i släktet Cleptoria och familjen Xystodesmidae. Inga underarter finns listade i Catalogue of Life.